# Adams-Gletscher (Wilkesland)
Der Adams-Gletscher ist ein großer Gletscher von mehr als 32 km Länge und rund 19 km Breite im ostantarktischen Wilkesland. An der Budd-Küste mündet er unmittelbar östlich der Hatch-Inseln in das Kopfende der Vincennes Bay.
Das Advisory Committee on Antarctic Names benannte ihn nach John Quincy Adams (1767–1848), sechster Präsident der Vereinigten Staaten. Adams war nach seiner Amtszeit als Präsident nunmehr als Kongressabgeordneter maßgeblich am Zustandekommen der von Charles Wilkes geleiteten United States Exploring Expedition (1838–1842) und der späteren Veröffentlichung der wissenschaftlichen Ergebnisse dieser Forschungsreise beteiligt.